# NGC 6780
NGC 6780 est une galaxie spirale intermédiaire (barrée ?) située dans la constellation du Télescope. Sa vitesse par rapport au fond diffus cosmologique est de 3 422 ± 11 km/s, ce qui correspond à une distance de Hubble de 50,5 ± 3,5 Mpc (∼165 millions d'al). NGC 6780 a été découverte par l'astronome britannique John Herschel en 1836.
La classe de luminosité de NGC 6780 est III et elle présente une large raie HI. Elle renferme également des régions d'hydrogène ionisé. 

## Groupe de NGC 6753
Selon A. M. Garcia NGC 6780 fait partie du groupe de NGC 6753. Ce groupe de galaxies renferme au moins sept membres : NGC 6753, NGC 6758, NGC 6780, IC 4832, IC 4856, ESO 384-26 et ESO 384-33.